# Fagerhultagölen (Nye socken, Småland)
Fagerhultagölen är en sjö i Vetlanda kommun i Småland och ingår i Emåns huvudavrinningsområde. Sjöns area är 0,015 kvadratkilometer och den är belägen 220 meter över havet.